# 保利神社
保利神社(ほりじんじゃ)は、大阪府大阪市住吉区長居東にある神社。旧社格は村社。

## 祭神
祭神は次の通り。
主祭神
- 速素戔嗚尊(はやすさのおのみこと) - スサノオ。

配祀神・合祀神
- 大巳貴命(前堀村・吉山神社)、保住稲荷大神

## 歴史
創建は不詳。室町時代に周防守某なる者が、明治までは田畑が広がるこの地(堀村)に城を築いた際、守護神として素戔嗚尊を勧請したと伝わる。素戔嗚尊を祀ることから、しばらくは『牛頭天王社』(牛頭天王はしばしば、スサノオと習合され同一視される)と称していたが、明治5年(1872年)に社格に列せられた際に『素戔嗚尊神社』と改称した。

明治40年(1907年)12月5日には、大字前堀字吉山にあった村社・吉山神社を合祀して『祇園社』と改称する。明治42年(1909年)10月、神饌幣帛料供進社に指定され、明治44年(1911年)4月21日には村名の『堀』 を万葉仮名で記した『保利神社』と改称し、現在に至る。

平成10年(1998年)3月、寄進により本殿・幣殿・拝殿を新たに建て替えた。

## 境内
- 正面鳥居
- 保住稲荷社
- 吉山神社
- 伊勢神宮遙拝所
- 境内の大クスノキ

## 摂末社
境内には末社が鎮座する。
- 保住稲荷社 - 保住稲荷大神 - 歯痛平癒の神として地元に伝わる。
- 吉山神社 - 大巳貴命 - 元は別の村社であった。
- 楠多摩社・楠姫社 - 境内のクスノキに宿る神を祀る

## 祭事
- とんど祭り (1月15日)
- 節分星祭 (2月節分の日)
- 夏祭 (7月18日)
- 秋大祭(例祭) (10月16日)

## 現地情報
所在地
- 大阪府大阪市住吉区長居東1丁目14-17

交通アクセス
- 鉄道：Osaka Metro御堂筋線・JR西日本阪和線 長居駅(徒歩約12分)／近鉄南大阪線矢田駅(徒歩約15分)
- バス：大阪シティバス 4号系統「長居東」バス停下車(徒歩約4分)

周辺
- 長居公園

昭和以降、長居東一帯は農地の区画整理・のち宅地開発が進んでいるが、神社周辺は古くから村落が存在していた関係もあって区画整理が進まず、昔ながらの狭く入り組んだ道並みが残る。